# Plaisance-du-Touch
Plaisance-du-Touch település Franciaországban, Haute-Garonne megyében. Lakosainak száma 20 471 fő (2022. január 1.). Plaisance-du-Touch Pibrac, Colomiers, Cugnaux, Fonsorbes, Fontenilles, Frouzins, Léguevin, La Salvetat-Saint-Gilles, Tournefeuille és Villeneuve-Tolosane községekkel határos.

## Népesség
A település népességének változása:
| Lakosok száma | 2622 | 5753 | 10 075 | 15 265 | 17 126 | 17 896 | 18 715 | 19 402 | 19 462 | 20 471 |
|               | 1968 | 1982 | 1990   | 2006   | 2013   | 2015   | 2017   | 2019   | 2020   | 2022   |